# Longjumeau
Longjumeau ([lɔ̃.ʒy.mo] ) ist eine französische Gemeinde mit 20.470 Einwohnern (Stand 1. Januar 2022) im Département Essonne in der Region Île-de-France; sie gehört zum Arrondissement Palaiseau und ist Verwaltungssitz des Kantons Longjumeau. Die Einwohner werden Longjumellois genannt. Durch die Stadt fließt die Yvette.

## Geschichte
- Longjumeau ist einer der ältesten Orte im Tal der Yvette an der Straße von Paris nach Orléans. Sarkophage aus dem 4. Jahrhundert wurden an der Stelle gefunden, wo heute das Krankenhaus steht.
- Der Pfarrbezirk ist seit dem 13. Jahrhundert bezeugt.
- Longjumeau und Chilly-Mazarin hatten die gleichen Herren, beginnend mit den Grafen von Dreux. König Ludwig IX. gab beide Orte den Herzögen der Bretagne. Später waren sie im Besitz des Hauses Anjou.
- Am 23. März 1568 wurde der Frieden von Longjumeau zwischen Katholiken und Protestanten zur Beendigung des Zweiten Hugenottenkrieges unterzeichnet.
- 1596 kam Martin Ruzé, Schatzmeister des Königs Heinrich IV. in den Besitz des Ortes. Sein Urenkel Armand-Charles de La Porte heiratete 1661 Hortense Mancini, eine Nichte Mazarins. Deren Enkelin heiratete 1777 den Fürsten von Monaco aus dem Haus Grimaldi, der dann der letzte Herr von Longjumeau war.
- Longjumeau war die erste Poststation zwischen Paris und Orléans; 30 bis 40 Unterkünfte konnten Reisende aufnehmen.

## Die „Leninsche Parteischule“
Vom Juni bis zum August 1911 hielten Lenin und andere Bolschewiki, darunter Lew Borissowitsch Kamenew und Grigori Jewsejewitsch Sinowjew, in einer verlassenen Schlosserwerkstatt in Longjumeau Vorträge zur Theorie und Praxis des Sozialismus. Zu diesen Schulungen wurden 18 Kader der Sozialdemokratischen Arbeiterpartei Russlands entsandt, unter anderem Grigori Konstantinowitsch Ordschonikidse. Der dreimonatige Kurs wurde später, in der Sowjetunion, als „Leninsche Parteischule“ und als „Leninsche Sommerschule“ bezeichnet.

## Sehenswürdigkeiten
Siehe auch: Liste der Monuments historiques in Longjumeau
- Die gotische Kirche Saint-Martin (ab 1250) ist seit 1910 Monument historique.
- Die Brücke der Tempelritter (13. Jahrhundert) ist eine der ältesten erhaltenen Brücken der Île-de-France und seit 1930 ebenfalls Monument historique.

## Trivia
Die im 19. Jahrhundert entstandene Opéra comique unter dem Titel Der Postillon von Lonjumeau von Adolphe Adam (Paris 1836) machte den Namen der Stadt auch außerhalb Frankreichs bekannt.

## Städtepartnerschaften
- Bretten, Deutschland, seit 1981
- Condeixa-a-Nova, Portugal, seit 1985
- Bamba, Mali, seit 1988
- Pontypool, Großbritannien

## Persönlichkeiten

### Söhne und Töchter der Stadt
- Nicolas Charles Seringe (1776–1858), Botaniker
- Marc Lavoine (* 1962), Musiker
- Manuel Apicella (* 1970), Schachgroßmeister
- Aurore Lalucq (* 1979), Ökonomin und Politikerin
- Loïc Loval-Landré (* 1981), Fußballspieler
- David Reinhardt (* 1986), Jazzmusiker
- Romain Lemarchand (* 1987), Straßenradrennfahrer
- Jérémy Ménez (* 1987), Fußballspieler
- Kenny Elissonde (* 1991), Radrennfahrer
- Flavien Tait (* 1993), Fußballspieler
- Benjamin Mendy (* 1994), Fußballspieler
- Bingourou Kamara (* 1996), senegalesisch-französischer Fußballspieler
- Tanguy Ndombele (* 1996), Fußballspieler
- Olivier Ntcham (* 1996), Fußballspieler
- Estelle Raffai (* 1998), Sprinterin
- Mahamadou Diawara (* 2005), französisch-malischer Fußballspieler

### Mit Longjumeau verbunden
- Lenin (1870–1924), russischer Politiker, lebte hier im Mai 1911 in einem Zimmer in der 1. Etage eines Hauses der damaligen Grande-Rue (heute Rue du Président Mitterrand).
- Nathalie Kosciusko-Morizet (* 1973), Politikerin, war von 2008 bis 2013 Bürgermeisterin von Longjumeau.